# فرودگاه لویانگالانی
فرودگاه لوئی‌یانگالانی (به انگلیسی: Loiyangalani Airport) یک فرودگاه همگانی، غیرنظامی با کد یاتا LOY است که یک باند فرود آسفالت دارد و طول باند آن ۱۱۲۷ متر است. این فرودگاه در کشور کنیا قرار دارد و در ارتفاع ۳۶۴ متری از سطح دریا واقع شده است.